# Cyrus Christie
Cyrus Sylvester Frederick Christie (nascut el 30 de setembre de 1992) és un futbolista professional irlandès que juga com a defensa pel Derby County FC i per la selecció de la República d'Irlanda.

## Estadístiques

### Club
A 30 desembre 2014.
| Club                    | Temporada     | Lliga            | Lliga   | Lliga | FA Cup  | FA Cup | Copa de la Lliga | Copa de la Lliga | Altres  | Altres | Total   | Total |
| Club                    | Temporada     | Divisió          | Partits | Gols  | Partits | Gols   | Partits          | Gols             | Partits | Gols   | Partits | Gols  |
| ----------------------- | ------------- | ---------------- | ------- | ----- | ------- | ------ | ---------------- | ---------------- | ------- | ------ | ------- | ----- |
| Coventry City FC        | 2010–11       | Championship     | 0       | 0     | 0       | 0      | 1                | 0                | —       | —      | 1       | 0     |
| Coventry City FC        | 2011–12       | Championship     | 37      | 0     | 1       | 0      | 1                | 0                | —       | —      | 39      | 0     |
| Coventry City FC        | 2012–13       | Lliga One        | 31      | 2     | 2       | 1      | 1                | 0                | 5       | 0      | 39      | 3     |
| Coventry City FC        | 2013–14       | Lliga One        | 34      | 1     | 5       | 0      | 1                | 0                | 0       | 0      | 40      | 1     |
| Coventry City FC        | Total         | Total            | 102     | 3     | 8       | 1      | 4                | 0                | 5       | 0      | 119     | 4     |
| Nuneaton Town (cedit)   | 2010–11       | Conference North | 5       | 0     | —       | —      | —                | —                | —       | —      | 5       | 0     |
| Hinckley United (cedit) | 2010–11       | Conference North | 7       | 0     | —       | —      | —                | —                | —       | —      | 7       | 0     |
| Derby County FC         | 2014–15       | Championship     | 38      | 0     | 0       | 0      | 4                | 0                | —       | —      | 42      | 0     |
| Total carrera           | Total carrera | Total carrera    | 152     | 3     | 8       | 1      | 8                | 0                | 5       | 0      | 173     | 4     |

1. ↑  Partits al Football League Trophy

### Internacional
A 29 març 2016
| Equip nacional      | Any   | Partits | Gols |
| ------------------- | ----- | ------- | ---- |
| República d'Irlanda | 2014  | 1       | 0    |
| República d'Irlanda | 2015  | 2       | 1    |
| República d'Irlanda | 2016  | 1       | 0    |
| Total               | Total | 4       | 1    |